# Napeanthus primulifolius
Napeanthus primulifolius là một loài thực vật có hoa trong họ Tai voi. Loài này được (Raddi) Sandwith mô tả khoa học đầu tiên năm 1956.